# Milchschlauch

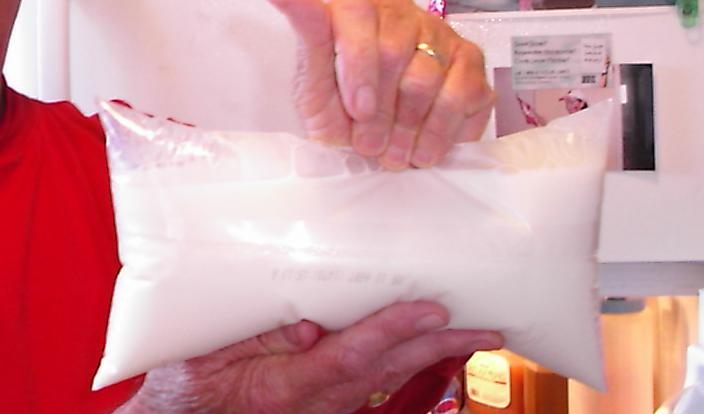
Milchschlauch

Ein Milchschlauch bzw. ein Milchbeutel ist eine Verpackung für frische Milch, die aus Kunststofffolie besteht. Aufgrund der Verpackungsform wird diese Milch auch als Schlauchmilch bezeichnet.

## Beschreibung

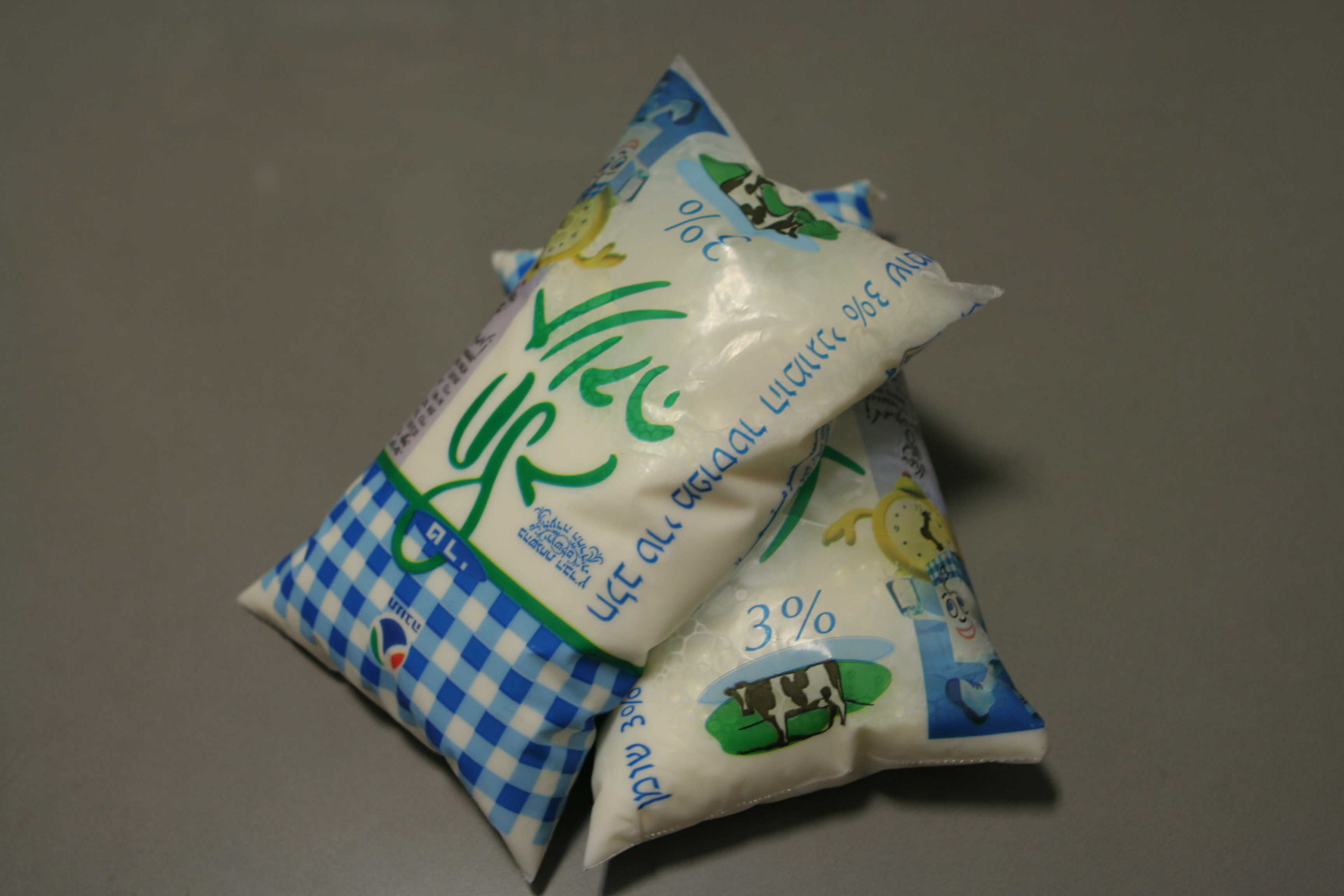
Milchschläuche, Israel, 2009

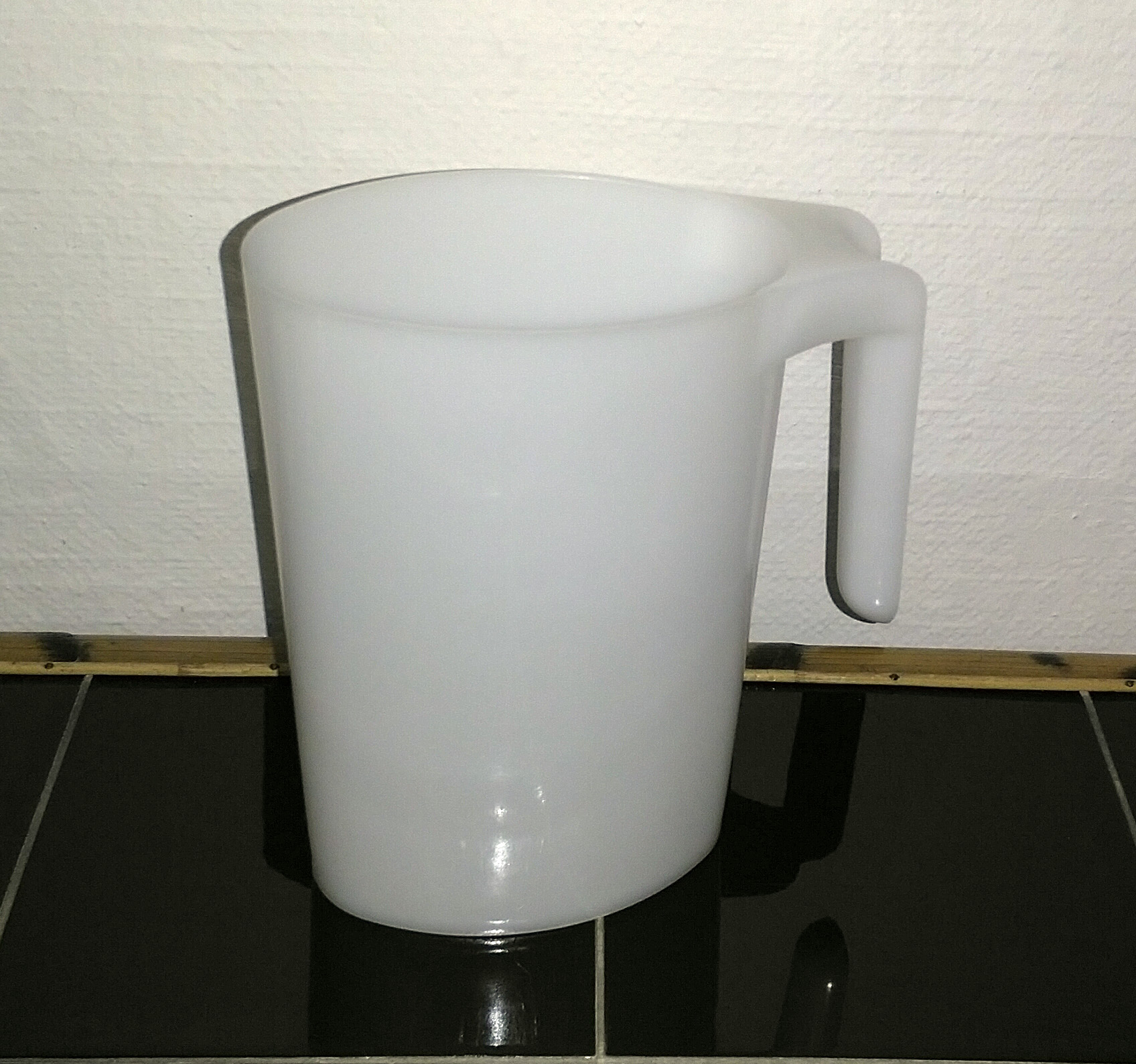
Milchschlaucheimer aus der Schweiz, weißer Kunststoff, um 2000

Bei der ursprünglichen Version des Milchschlauchs, die in Ost- und Westdeutschland von den 1960er bis in die 1990er Jahre in Gebrauch war, besteht die Verpackung aus einem Schlauch aus co-extrudierter zweischichtiger Polyethylenfolie, der an beiden Enden mit einer Schweißnaht verschlossen wird. Der Kunststoffschlauch mit einem Fassungsvermögen von 1 Liter kann transparent oder undurchsichtig sein und ist meist mit dem Markenlogo und weiteren Informationen zum Inhalt bedruckt. Zum Ausgießen stellt man den Beutel in einen Schlauchbeuteleimer aus Kunststoff (manchmal auch '-Krug' genannt) und schneidet dann die oberen Ecken mit einer Schere ab.

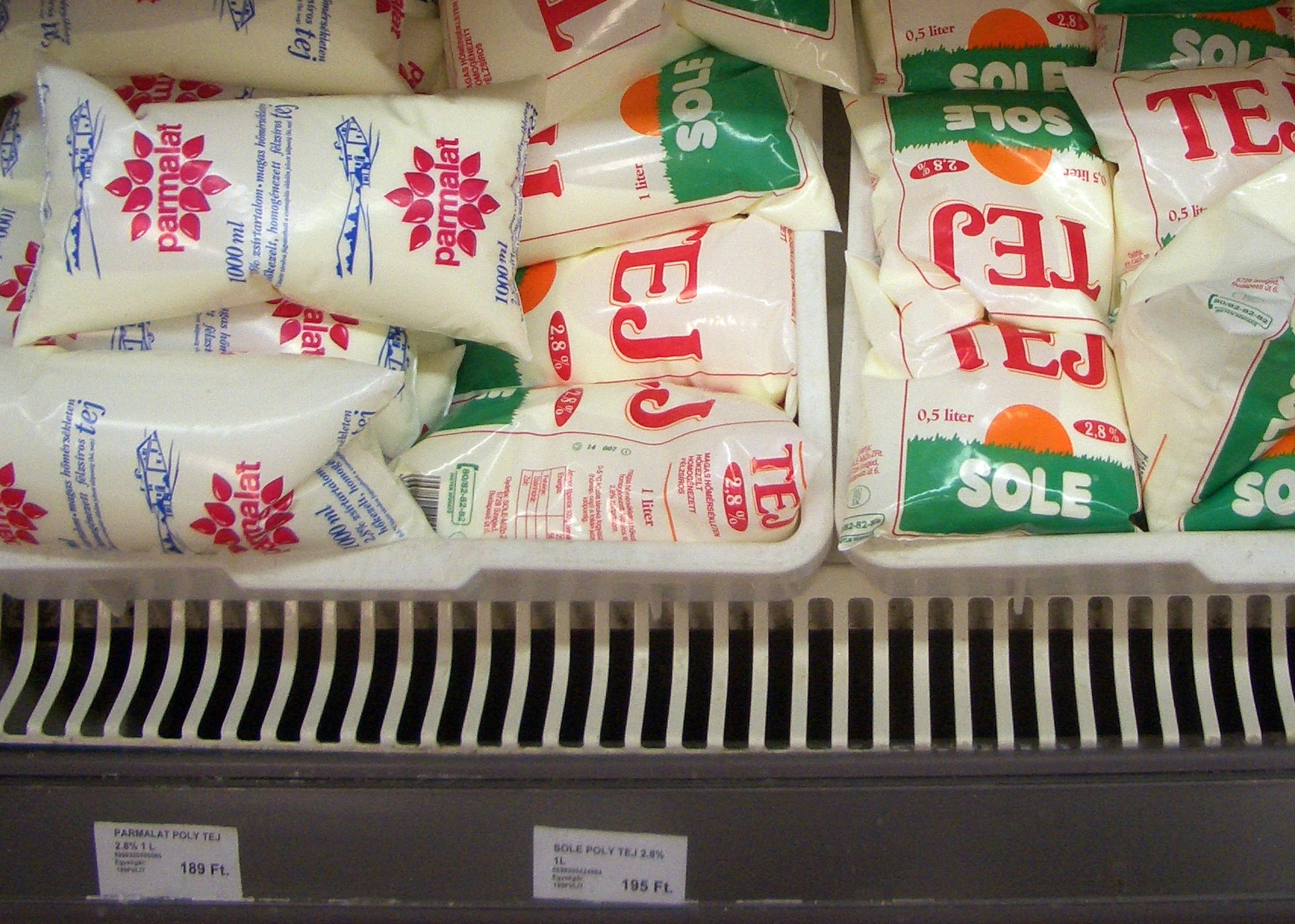
Milch in Schlauchbeuteln, Budapest, 2006

Die neuere Version, die seit den 2000er Jahren vermarktet wird und aus einem Kunststoff-Kreide-Gemisch besteht, hat einen Faltboden, sodass der Milchschlauch bzw. Milchbeutel auch ohne zusätzliches Gefäß stehen kann. Ein abgeteilter luftgefüllter Schlauch an der Seite des Beutels dient als Griff. Der Ausgießer wird geöffnet, indem eine Ecke entlang einer vorgestanzten Rille abgerissen wird.

## Geschichte

### Deutschland
Die Verpackung von Frischmilch in Milchschläuchen kam in Deutschland erstmals in den späten 1960er Jahren auf. Bis dahin war Milch entweder lose verkauft und individuell in Milchkannen abgefüllt worden oder, mit dem zunehmenden Aufkommen von Selbstbedienungsläden, in Glasflaschen abgepackt worden.

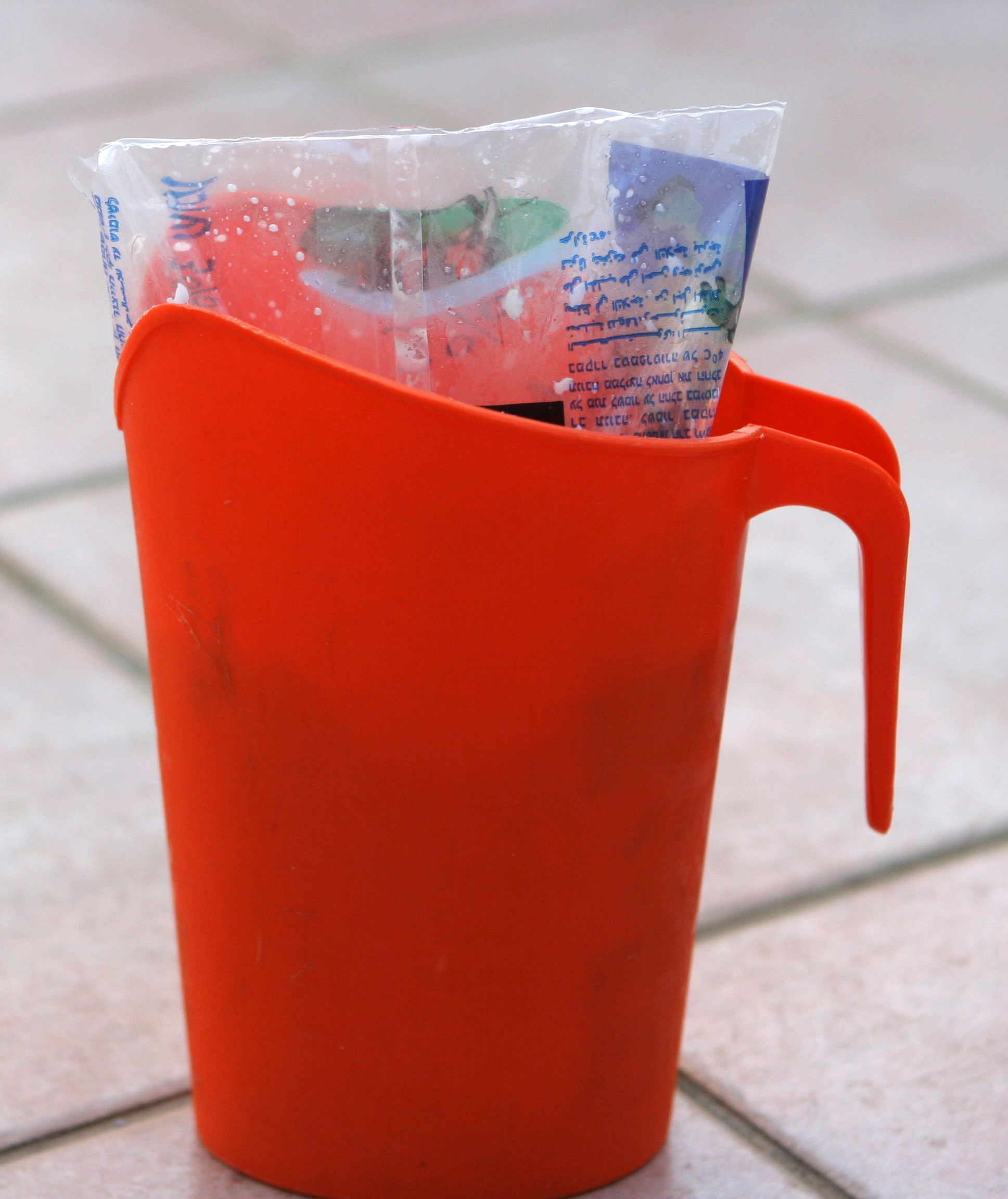
Israelischer Milchschlaucheimer aus Kunststoff mit Henkel

 Die ersten Milchschläuche in Westdeutschland bestanden aus reinem Polyethylen, waren verglichen mit Glasflaschen extrem leicht und dünn. Durch den geringen Materialverbrauch und da sich reines Polyethylen leicht recyceln lässt haben Milchschläuche eine bessere Ökobilanz als heutige Getränkekartons.
In der DDR fanden die ab den 1970er Jahren im VEB Petrolchemisches Kombinat Schwedt hergestellten Milchschläuche, die ebenfalls aus Polyethylen bestanden und Abpackungen in 0,5 und 1 Liter zuließen, aus ähnlichen Gründen (leichter Transport, geringer Herstellungsaufwand und Rohstoffverbrauch) allgemein weite Verbreitung. Die dazugehörigen Schlauchbeuteleimer wurden vom VEB Plastverarbeitungswerk Schwerin in drei verschiedenen Varianten produziert. Neben Milchschläuchen blieben in der DDR auch Glasflaschen für Milch gebräuchlich, die Produktion von Milchkannen aus Metall endete dort 1967.
In Westdeutschland schätzten vor allem regionale Molkereien die Milchschläuche als leichte und preisgünstige Verpackung. Bei den Kunden waren Milchschläuche jedoch nicht beliebt. Vielfach rissen die Beutel beim Transport zum Supermarkt oder auf dem Nachhauseweg auf: „Milch einzukaufen hieß, in eine Wanne kalter, quallig schwappender Milchschläuche zu fassen und nach einem trockenen zu tasten.“ Zwar kamen in den 1980er Jahren stabilere Folienschläuche auf den Markt, die aus mehreren Schichten bestanden, dennoch bevorzugten die Verbraucher die einfache Handhabung der Verpackungen aus Getränkekarton (wie z. B. Tetra Pak), die heute den größten Marktanteil ausmachen.
Bis 1997 erreichten die Milchschläuche trotzdem noch einen Marktanteil von 12 %. Um die Jahrtausendwende verschwand diese Verpackungsart aber fast völlig aus den Supermärkten. Der Marktanteil fiel bis zum Jahr 2004 auf 1 % und lag danach sogar darunter.
Die neuen standfesten Milchbeutel sind seit den 2000er-Jahren bei regionalen Molkereien, beispielsweise in Baden-Württemberg, Brandenburg und Niedersachsen im Einsatz, es handelt sich jedoch um ein Nischenprodukt mit nur geringem Marktanteil. Der Milchschlauch der Molkerei Hemme in Niedersachsen wurde im Jahr 2014 mit dem Deutschen Verpackungspreis prämiert. Dabei kommt Calymer, ein PET-Kunststoff-Kreide-Gemisch mit einem Anteil von 40 % Calciumcarbonat (Kreide) verwendet. Durch den Kreidanteil reduziert sich der Verbrauch fossiler Rohstoffe. Durch das geringe Gewicht von nur 16 g pro Milchverpackung lassen sich die Transportkosten für die Milch sowie die Restmüllmenge verringern. Allerdings ist die Kreide-Kunststoffmischung derzeit nicht recycelbar, so dass die Milchverpackungen verbrannt werden müssen.

### Schweiz
In der Schweiz sind klassische Milchschläuche mit zwei Schweißnähten in einigen Regionen bei der Migros-Kette erhältlich. Die Migros nutzt diese Verpackungsform für den Vertrieb von regional produzierter Biomilch, zum Beispiel aus dem Baselbiet.

### Weitere Länder
In anderen Ländern waren Milchschläuche ebenfalls in den 1960er Jahren und danach populär. Fast überall wurde der Milchschlauch jedoch vom Milchkarton abgelöst. Weit verbreitet sind Milchschläuche noch in Argentinien, Israel, Kanada und Ungarn.